# Fernando Toranzo Fernández
Fernando Toranzo Fernández (né le 12 septembre 1950 à Venado, dans l'État de San Luis Potosí, au Mexique) est un homme politique mexicain, gouverneur de l'État de San Luis Potosí du 26 septembre 2009 jusqu'à 25 septembre 2015,.

## Biographie